# Cuauhtenango
Cuauhtenango es una localidad del estado mexicano de Guerrero. Es parte del municipio de Chilapa de Álvarez.

## Toponimia
El nombre «Cuauhtenango» proviene de los términos en náhuatl: cuauhtli, aguila; tenamitl, muralla; co, lugar. Su significado es «en la muralla de las águilas».

## Demografía
| Gráfica de evolución demográfica |
|                                  |

| Censo | Población |
| ----- | --------- |
| 1900  | 155       |
| 1910  | 214       |
| 1921  | 158       |
| 1930  | 163       |
| 1940  | 225       |
| 1950  | 293       |
| 1960  | 398       |
| 1970  | 506       |
| 1980  | 651       |
| 1990  | 597       |
| 2000  | 776       |
| 2010  | 1 072     |
| 2020  | 1 108     |